# Krogsbølle (Fyn)
 For alternative betydninger, se Krogsbølle. (Se også artikler, som begynder med Krogsbølle)
 Ikke at forveksle med Kogsbølle.
Krogsbølle er en landsby 6 km nordvest for Otterup på det nordlige Fyn. Den hører til Krogsbølle Sogn, Nordfyns Kommune.
Blev i 2015 udnævnt til Blomstrende Landsby.[kilde mangler] En gruppe i områdets lokalråd udarbejdede en rapport omkring områdets fortid, nutid og fremtid.
I landsbyen findes Krogsbølle Kirke og Krogsbølle Skole.
55°34′25″N 10°22′07″Ø / 55.5734972°N 10.3685408°Ø